# Vol d'enfer (film, 1985)
Pour les articles homonymes, voir The Aviator.
Pour plus de détails, voir Fiche technique et Distribution.
Vol d'enfer / L Aviateur (The Aviator) est un d'aventure américain réalisé par George Trumbull Miller, sorti en 1985.

## Synopsis
Tillie Hansen, la fille d'un banquier, est embarquée malgré elle dans le biplan de l'Aeropostal d'un pilote taciturne, Edgar Anscombe, et dans leurs aventures après le crash de ce dernier en plein cœur des montagnes Rocheuses.

## Fiche technique
- Titre : Vol d'enfer
- Titre québécois: L Aviateur
- Titre original : The Aviator
- Réalisateur : George Trumbull Miller
- Scénario : Marc Norman, d'après le livre d'Ernest K. Gann
- Producteurs : Thomas H. Brodek, Mace Neufeld, Dan Tana
- Directeur de la photographie : David Connell
- Musique : Dominic Frontiere
- Montage : Duane Hartzell
- Direction artistique : Dusan Jericevic
- Décors : Keith Hein
- Costumes : Patricia Smith
- Pays :  États-Unis
- Langue : Anglais
- Format : couleur (Metrocolor) - 1.85 - Son : Dolby
- Durée : 96 minutes
- Date de sortie :
  - États-Unis : 1er mars 1985

## Distribution
- Christopher Reeve (VF : Mario Santini) : Edgar Anscombe
- Rosanna Arquette (VF : Françoise Dasque): Tillie Hansen
- Jack Warden (VF : André Valmy) : Moravia
- Sam Wanamaker (VF : Jean-Claude Balard) : Bruno Hansen
- Scott Wilson : Jerry Stiller
- Tyne Daly (VF : Marion Loran) : Evelyn Stiller
- Marcia Strassman : Rose Stiller
- Will Hare : Vieil homme
- Robert Pierce : Etudiant pilote
- Glenn Neufeld : George Hansen
- Frano Lasic : Daniel Hansen
- Ron Travis : Probosky
- Jeff Harding : Carson
- Paul Reid Roman : Counterman
- Paul Lichtman : Client